# 拉希達
拉希達（1912年—1990年3月26日），女，新疆伊宁人，中国政治人物。民國37年（1948年）在教育會婦女選區當選第一屆立法委員。包爾漢夫人。

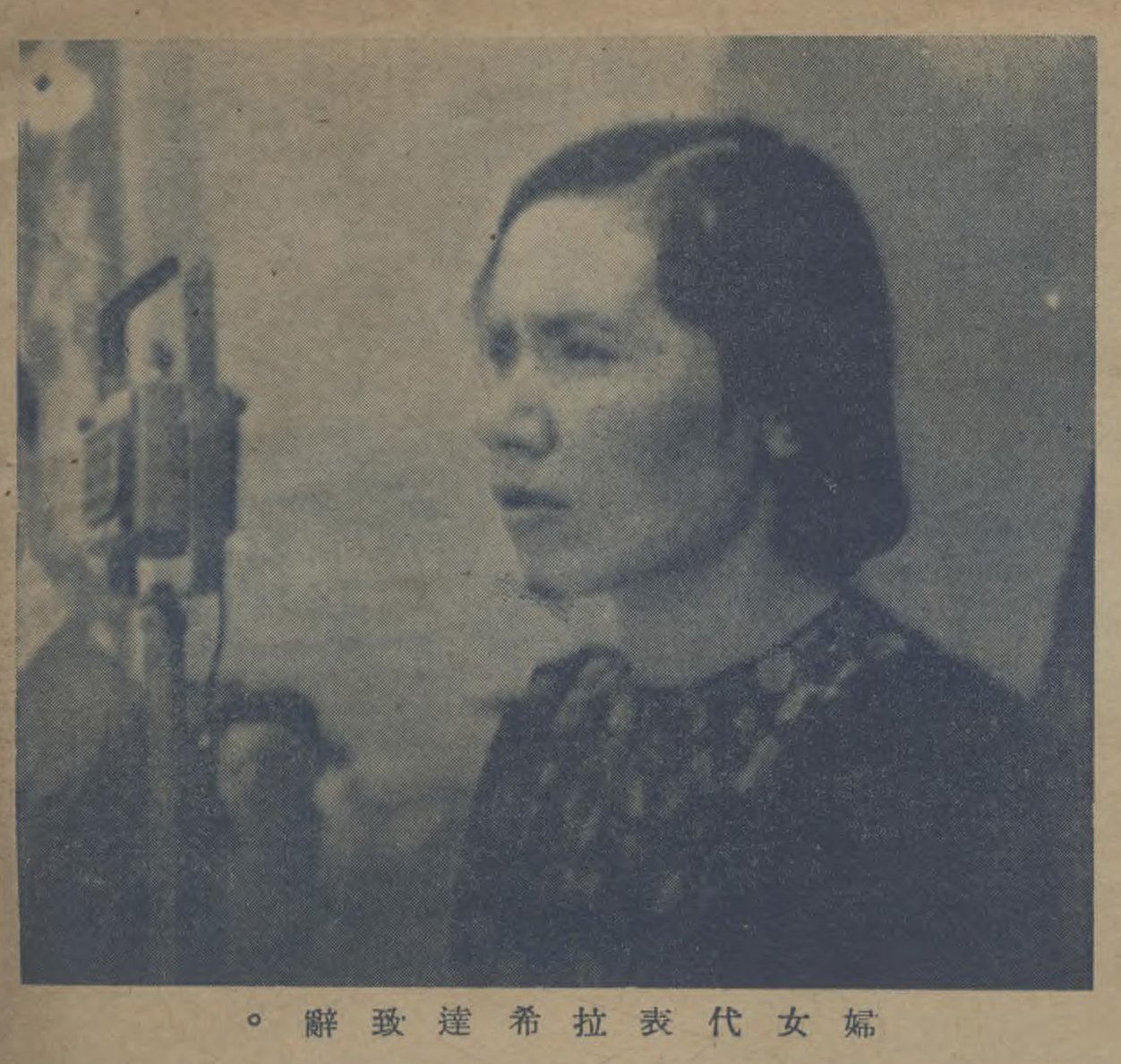
迪化各界慶祝和平大會婦女代表拉希達致辭

## 生平
1933年在蘇聯塔什干師範工業大學肄業，1937年在新疆駐蘇聯齋桑領事館從事財務工作，後在新疆，歷任中學教師、校長，新疆省婦聯副主任、中國國民黨新疆省黨部婦運會主任委員以及新疆婦女協會的領導職務。後歷任新疆省婦聯副主任，西北軍政委員會婦聯副主任，全國婦聯兒童福利部副部長、全國婦聯主席團成員，全國政協二屆到七屆委員。1985年加入中國共產黨。
1990年3月在北京逝世。

## 著述
- 「前進中的中國各族穆斯林婦女」，拉希達，《中國穆斯林》，1958，第3期，7-8
- 「回憶在巴基斯坦的日子」，拉希達，《文匯報》，1956，第26期，4
- 「迪化第二女子中學創建前後」，拉希達，《烏魯木齊文史資料》第五輯，1983
- 「真正的共產黨員」，拉希達，《紅柳血 姚文的一生》，1991.12，160